# 应天 (史思明)
应天（759年正月-三月）是唐朝安史之亂时史思明的年号，共计3个月。

## 纪年
| 应天 | 元年  |
| 公元 | 759年 |
| 干支 | 己亥  |

## 參看
- 中国年号索引
- 其他时期使用的应天年号
- 同期存在的其他政权年号
  - 乾元（758年二月—760年閏四月）：唐肅宗的年号
  - 天成（758年-759年三月）：唐朝安庆绪的年号
  - 大興（738年—794年）：渤海文王大欽茂之年號
  - 天平寳字（757年八月十八日—765年一月七日）：奈良時代孝謙天皇、淳仁天皇、稱德天皇之年號
  - 贊普鍾（752年—768年）：南詔領袖閣羅鳳之年號

| 前一年號： -- | 唐朝年號 | 下一年號： 顺天 |